# Rhizoctonia solani
Rhizoctonia solani è un fungo basidiomicete parassita delle piante. Costituisce la forma anamorfa del fungo Thanatephorus cucumeris.

## Sintomatologia
Il fungo attacca diverse piante ortive, tra cui la patata e il pomodoro. Sullo stelo delle piante di patata provoca lesioni brune e depresse, che si approfondiscono fino a formare dei "cancri"; in presenza di clima umido, le lesioni si ricoprono di una patina biancastra, detta "calzone bianco". Sui tuberi di patata provoca piccole croste nere. Sui frutti  di pomodoro, il fungo provoca inizialmente macchie brune depresse, che si evolvono fino a causare un marciume dei frutti stessi.

## Difesa
La lotta è essenzialmente preventiva e si effettua mediante la concia del seme e le rotazioni colturali. Quando la malattia è in atto, si deve effettuare la distruzione delle piante infette, per evitare la diffusione dell'infezione.